# Малтезь
Малтезь, Малтезі (рум. Maltezi) — село у повіті Яломіца в Румунії. Входить до складу комуни Стелніка.
Село розташоване на відстані 142 км на схід від Бухареста, 44 км на схід від Слобозії, 65 км на північний захід від Констанци, 112 км на південь від Галаца.

## Населення
За даними перепису населення 2002 року у селі проживала 421 особа, з них 419 осіб (99,5%) румунів. Рідною мовою 419 осіб (99,5%) назвали румунську.